# Helmut Zacharias
Helmut Zacharias   (Berlín, 27 de gener de 1920 - Brissago, 28 de febrer de 2002) Les seves aparicions televisives en els anys 1960 i 1970 el van fer molt popular.

## Biografia
Zacharias va ser anomenat el "violinista màgic" pel seu estil de joc característic. Va començar a tocar l'instrument als quatre anys i va poder llegir notes quan va començar l'escola. A partir de llavors va fer música amb el seu pare (Karl Zacharias), que també era violinista i compositor. El 1931 fou escoltat a la ràdio per primera vegada amb la part en solitari d'un concert per a violí de Mozart. Després d’estudiar a l’Acadèmia de Música de Berlín (master class de Gustav Havemann), va rebre el Premi Kreisler i el Premi Molique el 1936.
El 1939 es va convertir en membre de lOrquestra de Cambra de Berlín, però el seu gran amor era el swing jazz, mal vist durant l'època nacional-socialista. A més del swing nord-americà, el Quintette du Hot Club de France va ser el seu model a seguir. En aquell moment va conrear un estret camarada amb els músics Heinz Gerlach, Horst Wende i Heinz Munsonius, en el conjunt de solistes del qual va participar. El 29 de novembre de 1941 va enregistrar el seu primer disc amb el seu propi nom (Helmut Zacharias i els seus solistes) a l'"Odeon de Berlín-Kreuzberg", que va ser un èxit, sobretot gràcies a la novetat d'Ernesto Romanoni com a acompanyant de l'arpa en lloc del piano. El 1942 va ser membre de la Wehrmacht a "Radio Hilversum", que també era audible legalment a Alemanya.
Després de la guerra va actuar als Jocs Olímpics de París i als EUA. El 1948 va fer jazz al NWDR. El 1957 va aparèixer com ell mateix a la pel·lícula Under Palms by the Blue Sea. Als anys seixanta i setanta va fer nombroses aparicions a la televisió amb la seva pròpia banda. El 1960 es va establir a Ascona, al llac Major de Suïssa, on havia passat els darrers anys des de 1997 a causa de la malaltia d'Alzheimer. Helmut Zacharias va ser enterrat a Hamburg al cementiri d'Ohlsdorf.
Zacharias va compondre prop de 450 temes i va arreglar més de 1.400. Va vendre més de 14 milions de discos i CD a tot el món. Ha rebut diversos premis i guardons. El 1950 va guanyar l'"AFN Frankfurt Jazz Poll" com a millor violinista de jazz i va publicar un llibre de text, Die Jazz-Violin. Els darrers anys també va incorporar elements del swing a la música lleugera. El 1985 se li va concedir la Creu Federal al Mèrit de la República Federal d'Alemanya. El 1995 va rebre un Bambi.
Helmut Zacharias és el pare de la periodista Sylvia Zacharias, el saltador d'altura Thomas Zacharias i el compositor Stephan Zacharias. La seva vídua Hella Zacharias va donar el patrimoni creatiu a l'arxiu dels compositors alemanys a Dresden el 2006.

## Filmografia
- 1949: Hallo Fräulein!
- 1952: Heimweh nach Dir
- 1953: Das singende Hotel
- 1954: Sie
- 1954: An jedem Finger zehn
- 1955: Wie werde ich Filmstar?
- 1955: Oberwachtmeister Borck
- 1957: Unter Palmen am blauen Meer
- 1959: Die Nacht vor der Premiere
- 1960: Scheidungsgrund: Liebe

## Èxits
- Quan el lila blanc floreix de nou
- Bogie per a violí
- Li faig un petó a la mà, Senyora
- Melodia de Tòquio
- Pregunti al vent

## Curiositats
A la 6ª. part de la saga de Hunsrück Heimat - Eine deutsche Chronik, Edgar Reitz va dedicar un petit homenatge a Helmut Zacharias en el paper d'un jove soldat amb el seu nom que va estar estacionat a Hunsrück durant la Segona Guerra Mundial amb la defensa antiaèria i que va tocar el violí per un "matrimoni de llarga distància".